# Route impériale 86
Pour les articles homonymes, voir Route 86.
La Route Impériale 86 ou De Bâle à Nimegue par la rive gauche du Rhin était une Route impériale en France, en Allemagne et aux Pays - Bas. La route a été établie par décret impérial en 1811  et était alors entièrement dans l'Empire français. Après la chute de Napoléon Bonaparte, la majeure partie du parcours se situait hors de France. La partie française est devenue la N68 à partir de 1824. 
La route partait de Bâle via Strasbourg, Spire, Worms, Coblence, Bonn, Cologne, Neuss, Xanten, Clèves et Kranenburg jusqu'à Nimègue. Depuis 1973, la partie française de l'itinéraire est connue sous le nom de D486. En Allemagne, l'itinéraire suivait largement celui de l'actuelle B9.